# Курт Коннорс (Новый Человек-паук)
Кёртис «Курт» Ко́ннорс (англ. Curtis "Curt" Connors), также известный как Я́щер (англ. Lizard) — персонаж из дилогии «Новый Человек-паук» Марка Уэбба и фильма «Человек-паук: Нет пути домой» (2021), входящего в медиафраншизу «Кинематографическая вселенная Marvel», основанный на одноимённом злодее Marvel Comics, созданном Стэном Ли и Стивом Дитко. Роль Коннорса исполнил актёр Рис Иванс.
В фильме «Новый Человек-паук» 2012 года доктор Курт Коннорс представлен как талантливый учёный и один из ведущих специалистов компании «Озкорп». Лишённый правого предплечья Коннорс долгие годы работал над регенерирующей сывороткой, позволяющей отращивать отсутствующие конечности и человеческие ткани на основе межвидовой генетики. Благодаря Питеру Паркеру, сыну его бывшего коллеги Ричарда, Коннорсу удалось добиться прогресса в этом направлении, однако, не имея достаточно времени на проведении большего количества опытов, Курт ставит эксперимент на себе. Несмотря на восстановление руки, Коннорс перенимает внешний вид ящерицы, что также выливается в раздвоение личности. Он загорается желанием излечить всех калек посредством распространения вируса, превратившего его в рептилию, что приводит к конфронтации с Человеком-пауком. В конечном итоге, Коннорс признаёт свои ошибки и добровольно садится в тюрьму. Иванс вернулся к роли Коннорса в фильме «Человек-паук: Нет пути домой» 2021 года, будучи перенесённым в другую вселенную вместе с четвёркой других антагонистов предыдущих фильмов из-за сорвавшегося магического заклинания. По сюжету, он противостоит Человеку-пауку этой вселенной и его союзниками.
За роль Курса Коннорса / Ящера Рис Иванс был номинирован Teen Choice Awards в 2012 году, как «лучший кинозлодей».

## Создание образа

### Первое появление персонажа
Ящер дебютировал в The Amazing Spider-Man #6 (Ноябрь, 1963) и был создан сценаристом Стэном Ли и художником Стивом Дитко.

### Кастинг и исполнение
Первое появление Курта Коннорса состоялось в картине «Человек-паук 2» 2004 года от режиссёра Сэма Рэйми, где роль персонажа исполнил Дилан Бейкер, который вновь сыграл Коннорса в 2007 году, в фильме «Человек-паук 3: Враг в отражении». Рэйми выразил заинтересованность в превращении учёного в Ящера в сиквелах, чего также хотели и Бейкер и продюсер Грант Кёртис. Тем не менее, режиссёр не смог подготовить итоговый вариант сценария «Человека-паука 4» к назначенному сроку, поэтому Sony Pictures Entertainment приняла решение перезапустить серию фильмов о Человеке-пауке.
11 октября 2010 года появилась информации о появлении Риса Иванса в фильме «Новый Человек-паук» в качестве некого злодея. Несколько дней спустя было подтверждено, что этим злодеем будет Ящер. По словам Ави Арада, продюсера картины, Ящер всегда был его самым любимым врагом Человека-паука, поэтому он был очень рад его долгожданному появлению на большом экране. Задолго до выбора злодея у Арада были подготовлены концептуальные рисунки персонажа. Помимо Иванса, на роль Коннорса претендовал Майкл Фассбендер.
Иванс вернулся к озвучиванию Курта Коннорса / Ящера в фильме «Человек-паук: Нет пути домой» 2021 года. Сам персонаж на протяжении всей картины ходил в форме Ящера. В сцене, где Коннорс возвращается к своему человеческому обличию были использованы архивные кадры из «Нового Человека-паука».

### Анализ личности
По мнению режиссёра «Нового Человека-паука» Марка Уэбба Ящер был лучшим выбором на роль главного антагониста, поскольку «он буквально является воплощением фильма, а именно [его центральной темы]: каждому из нас чего-то не хватает. У него нет руки. У Питера — родителей, поэтому он заполняет эту дыру становясь Человеком-пауком». Арад разделил мнение Уэбба, назвав проблемы главного героя и главного злодея фильма «схожими». Уэбб охарактеризовал Ящера как «не самого страшного злодея на планете. Он не парень с усами, который хочет терроризировать людей. Он считает, что поступает правильно». Иванс описал своего персонажа как «трагичного героя», сравнимого с доктором Джекиллом и мистером Хайдом. «Курт Коннорс ни в коем случае не злодей», — заявил Иванс. «Он не такой, как злодеи из Бэтмена, как Джокер, представляющие из себя зло во плоти. Кёртис Коннорс — хороший человек, который принимает плохое решение… [В] этом вся магия идеи Человека-паука. Эти люди являются воплощением наших недостатков и наших желаний, ведущих к трагедии». По мнению Иванса, всю свою жизнь Коннорс руководствовался благими целями: «Он генетик, который хочет помочь таким же людям, как он, с физическими недостатками. В своём стремлении добиться этой цели он совершает ошибку, и мы регулярно сталкиваемся с этой проблемой — иногда время идёт нам на пользу, иногда во вред… Он сломленный человек, который хочет исправить себя». Иванс добавил: «Я ни в коем случае не играю злодея. Коннорс действительно чувствует себя обманутым Богом, и он ищет ответы в науке. И Бог, по всей видимости, вмешивается». В удалённой сцене появляется сын Курта, Билли. Между ними происходит короткий диалог, в ходе которого Коннорс-старший печально заключает, что он и мать Билли ошибочно учили его не отвечать на нападки людей, которые его обижают.

### Дизайн и визуальные эффекты
Дизайн Ящера на фигурках и других продвигающих фильм товарах, наряду с неподтверждённым концепт-артом с изображением гуманоидной формы со слоем чешуи вместо выступающей морды (напоминающей динозавра или крокодила) вызвал неоднозначную реакцию. Многие комментаторы сравнивали его с другими персонажами, отмечая непохожесть на оригинал из комикса. Расс Фишер из /Film описал персонажа как более «вольного от [версии] Стива Дитко». Уэбб отметил, что в комиксе есть разные воплощения Ящера. Режиссёр не хотел, чтобы у персонажа была длинная морда, поскольку его больше интересовали человеческие эмоции Иванса и он хотел сохранить черты внешности актёра.
Для создания образа Ящера на большом экране специалисты по визуальным эффектам создали цифровую версию макета предстоящего дизайна. Затем они долгое время изучали поведение ящериц, в частности работу их мышц. Габаритный мужчина по прозвищу «Большой Джон» выступал в роли персонажа во время съёмок, выполняя большую часть взаимодействия с другими персонажами. Ящер, смоделированный на компьютере, заменил его в пост-продакшне. Затем создатели объединили дизайн Ящерицы с актёром Рисом Ивансом. Вслед за тем Иванс прибегнул к технологии захвата движений для сцен, где Ящер разговаривал, по большей части в сценах с участием Эндрю Гарфилда и Эммы Стоун. Иванс поделился подробностями создания его альтер эго: «На мне был зелёный костюм, а также картонная голова и маленькие когти… Каждый раз, когда вы видите Ящера, технология настолько продвинулась вперёд, что когда вы наблюдаете за движением глаз Ящера — вы видите мои глаза. Если я хмурюсь или проявляю какие-либо эмоции, это мои эмоции. Вот насколько впечатляюще продвинулись технологии».

## Биография персонажа

### Становление Ящером
Курт Коннорс — один из самых выдающихся учёных корпорации «Озкорп». За несколько лет до событий фильма, он работал со своим коллегой Ричардом Паркером над регенерирующей сывороткой, позволяющей людям с физическими недостатками отращивать отсутствующие конечности и человеческие ткани. Тем не менее, все их совместные наработки были утрачены с уходом Паркера, что замедлило работу Коннорса на долгое время. Впоследствии он знакомится с сыном Ричарда, Питером, который проводит собственное расследование по исчезновению родителей. Питер помогает Курту доработать формулы сыворотки и им удаётся провести несколько казалось бы успешных экспериментах на лабораторных мышах. Тем не менее, из-за того, что глава «Озкорпа» Норман Озборн оказывается смертельно болен, куратор Коннорса, доктор Раджит Ратха, принуждает Коннорса ускорить исследования, в противном случае угрожая лишить его финансирования и уволить. Не обладая большим количеством времени, Коннорс проводит опыт на себе. Он отращивает правое предплечье и отправляется остановить Ратху, намеревающегося использовать в качестве подопытных людей из управлении по делам ветеранов США. По пути, Коннорс сталкивается с негативными последствиями сыворотки: всё его тело покрывается зелёный чешуёй, а с образованием хвоста он принимает облик гигантской ящерицы. В этой форме он сражается с Человеком-пауком на Вильямсбургскому мосту. В то время как супергерой переключает внимание на спасение мирных жителей, Ящер сбегает.
Коннорс создаёт лабораторию в канализации, где начинает подготовку своего плана по распылению превартившего его в Ящера вещества над Нью-Йорком, тем самым намереваясь исцелить таких же как он инвалидов. Некоторое время спустя, Человек-паук находит его лабораторию и между ними вновь завязывается сражение, по итогам которого Курт узнаёт, что под маской супергероя скрывается Питер Паркер. Затем Коннорс проникает в школу, где учится Питер и отступает после непродолжительного сражения. Дабы воплотить в жизнь свой замысел, Коннорс поднимается на башню «Озкорпа», предварительно заразив веществом преследовавших его полицейских. На вершине здании ему вновь противостоит Человек-паук, заручившись поддержкой капитана Джорджа Стейси. Коннорс убивает полицейского, однако тому удаётся выиграть достаточно времени, чтобы Питер успел распылить антидод, который возвращает Коннорса в прежнее состояние. В знак искупления, он ловит падающего Паркера, когда тот едва не падает с башни, после чего садится в тюрьму за совершённые им преступления.
Его навещает Густав Фирс, который спрашивает Курта, рассказал ли тот Питеру правду о его отце. Когда Коннорс даёт отрицательный ответ, Джентльмен уходит, после чего учёный просит своего собеседника оставить молодого человека в покое.

### Перемещение в другую реальность
После того, как Доктор Стивен Стрэндж произносит заклинание, чтобы все забыли о том, что Питер Паркер — это Человек-паук, заклинание нарушается, из-за чего Коннорс оказывается в другой вселенной, однако Стрэндж быстро берёт его в плен, найдя того в канализации, где он вскоре встречается с другими суперзлодеями, перемещёнными в альтернативную реальность. Узнав, что некоторые злодеи погибли в своих вселенных, сражаясь с Человеком-пауком, Ящер открыто забеспокоился, не умер ли он сам в своей вселенной. Вскоре, вернулся Стрэндж, собравшись с помощью особого кубического артефакта «Махина Ди Кадавус» отправить злодеев обратно в их вселенные, однако понимая, что Стрэндж отправляет их на верную гибель, Питер отбирает волшебный куб у Стрэнджа и оставляет того в Зеркальном измерении, сообщая ему, что должен попробовать помочь злодеям.
В то время как остальные злодеи отправляются в квартиру Хэппи Хогана, Коннорс остаётся в фургоне, считая, что план обречён на провал. Паркер пытается вылечить злодеев, но Зелёный гоблин срывает процедуру, а Коннорс, увидев снаружи Джея Джону Джеймсона и его команду, отметил, что дела начинают идти не так, как надо. Коннорс вырвался из фургона и забежал в здание, где нашёл Питера, после чего напал на него и выбросил в окно.
Позже Коннорс присоединяется к Флинту Марко и Максу Диллону в борьбе с Человеком-пауком и двумя его альтернативными версиями, в том числе с Питером Паркером из своего измерения. В ходе боя Коннорс замечает незакрытый портал в лабораторию, где находились Эм-Джей с Недом. Видя, что у них имеется «Махина Ди Кадавус», он врывается туда и выводит их на поле боя, однако Неду удаётся с помощью портала задержать его. Коннорс нападает на Человека-паука из своей вселенной, но тот распыляет на него газ антидота, тем самым излечивая его. Вскоре, когда строительные подмостки вокруг Статуи Свободы начинают разрушаться из-за взрыва куба, вызванного тыквенной бомбочкой Гоблина, Питер-2 спасает Коннорса и переносит в безопасное место. Когда Доктор Стрэндж накладывает новое заклинание, заставляя всех забыть о существовании Питера Паркера в его вселенной, Коннорс, Диллон и их Паркер возвращаются в свою вселенную.

## В других медиа
В игре «The Amazing Spider-Man» Курта Коннорса / Ящера озвучил Стивен Блум. Сюжет игры следует за событиями фильма 2012. После ареста Коннорса, «Озкорп» продолжает проводить ряд межвидовых экспериментов с использованием наработок их бывшего учёного, в результате чего из лабораторий вырываются на свободу несколько гибридов, которые заражают население Нью-Йорка смертельным вирусом. Человек-паук неохотно освобождает Коннорса из тюрьмы, чтобы тот помог ему разработать лекарство, что им в конечном итоге удаётся. Когда действия Алистера Смайта приводят к разрушению города и лишению Человека-паука его сил, Коннорс вынужденно превращается в Ящерицу, чтобы вступить в бой со Смайтом. Восстановив свои силы, Человек-паук помогает Ящеру победить Смайта, однако личность Ящера берёт вверх и рептилия сбегает в канализацию. Когда Человек-паук вновь побеждает Ящера, Коннорс добровольно возвращается в тюрьму. Ко всему прочему, Ящер становится игровым персонажем в DLC Lizard Rampage.

## Критика
Кинокритик Роджер Эберт, который поставил «Новому Человеку-пауку» три с половиной звезды из четырёх, назвал Ящера чересчур «бледным» злодеем по сравнению с Доктором Осьминогом из «Человека-паука 2» и уподобил его драму с Годзиллой. В своём ревью на фильм Кеннет Туран из Los Angeles Times заявил, что Ящер не является «злодеем на века».
В 2020 году Collider поместил его на 15-е место в списке «величайших злодеев фильмов о Человеке-пауке». Сара Эль-Махмуд из Cinema Blend поместила его на 4-е место среди «злодеев, вернувшихся в „Нет пути домой“».

### Награды и номинации
| Награда            | Категория             | Номинант  | Результат | Ссылка |
| ------------------ | --------------------- | --------- | --------- | ------ |
| Teen Choice Awards | Choice Movie: Villain | Рис Иванс | Номинация | [ 6 ]  |